# Miguel Nicolelis

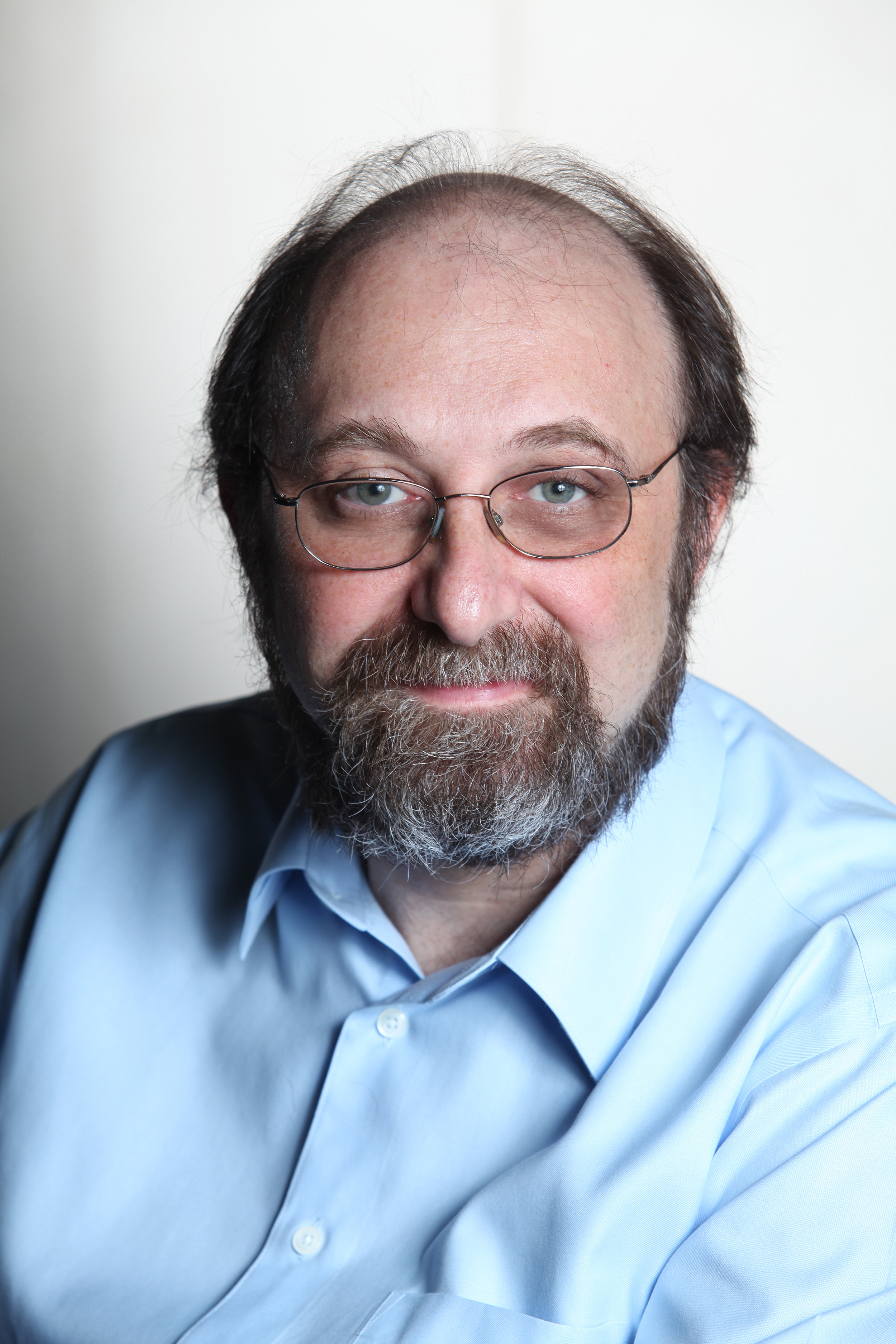
Miguel Nicolelis

Miguel Angelo Laporta Nicolelis (* 7. März 1961 in São Paulo) ist ein brasilianischer Arzt und Neurowissenschaftler.
1984 wurde er an der Universität von São Paulo zum Dr. med. promoviert; 1989 machte er zusätzlich einen Ph.D. am dortigen Institut für Biomedizinische Wissenschaft. Anschließend war er als Postdoc am Universitätsklinikum der Drexel University. 1994 wechselte er als Assistenzprofessor an die Duke University, wo er 1998 zum Associate Professor und 2001 zum Ordentlichen Professor befördert wurde. 2009 wurde er mit dem Neuronal Plasticity Prize ausgezeichnet, für 2017 wurde ihm der IEEE Daniel E. Noble Award zugesprochen.
Im Januar 2011 berief ihn Papst Benedikt XVI. als ordentliches Mitglied an die Päpstliche Akademie der Wissenschaften.